# 奥拉塔纳杜
奥拉塔纳杜（Orathanadu (Mukthambalpuram)），是印度泰米尔纳德邦坦贾武尔县的一个城镇。总人口10268（2001年）。

## 人口
该地2001年总人口10268人，其中男性5035人，女性5233人；0—6岁人口1066人，其中男532人，女534人；识字率74.55%，其中男性为80.93%，女性为68.41%。